# Seesen
Seesen är en stad i det tyska distriktet (Landkreis) Goslar i förbundslandet Niedersachsen. Staden ligger vid norra gränsen av bergsområdet Harz mellan Göttingen och Hannover och har cirka 
19 000 invånare.
Orten omnämns 974 för första gången i en urkund och 1428 fick samhället stadsrättigheter. Kända personer som bodde i staden är kompositören Ludwig Spohr och tecknaren Wilhelm Busch.